# حدیث دل
حدیث دل یک مجموعه تلویزیونی محصول سال ۱۳۷۷ به کارگردانی حسین قاسمی جامی،  می‌باشد که از شبکه یک پخش شد.

## بازیگران
- آتش کریمی
- آرام بلالی
- اصغر نوبخت
- حبیب ثامنیه
- امیرحسین گرایلی
- بابک والی
- حبیب‌الله جهانی
- مهرزاد نوشیروانی
- حسن کاخی
- ژیلا رمضانی
- سعید رضوانی
- سعید شهروز
- عباس صفا
- عزت‌الله رمضانی‌فر[۱]
- علی فخر
- مصطفی معظمی
- میترا توکلی
- میر محمدی
- نعیم جبلی بخت آرا